# 大福生寺
大福生寺（だいふくしょうじ）は、東京都品川区にある天台宗の寺院。

## 概要
1882年（明治15年）、宇賀神実海によって開山された。元々は、東京府東京市日本橋区蛎殻町（現・東京都中央区日本橋蛎殻町）に位置していたが、土地を寄進する者が現れ、1892年（明治25年）に現在地に移転した。
本尊の大聖歓喜天は、慈覚大師円仁が唐から請来したものである。明治天皇が病気になった際に、平癒の加持祈祷を修法したところ、無事治癒したことから生母の柳原愛子より奉納されたものである。もう一つの本尊の十一面観音は聖徳太子の作といわれている。

## 交通アクセス
- 立会川駅より徒歩5分。